# 특수수사일지: 1호관 사건
《특수수사일지: 1호관 사건》은 2006년 9월 13일부터 2006년 9월 21일까지 KBS 2TV 수목 드라마이다.

## 등장 인물

### 주요 인물
- 윤태영 : 김한수 역 - 종로경찰서 교통과 지도계 소속 경사
- 소이현 : 박희영 역 - 서울지방경찰청 수사과 수사1계장. 박규동 경감의 딸

### 대통령 측근
- 박근형 : 장현석 역 - 대한민국 대통령
- 이혜숙 : 이진아 역 - 장현석의 두 번째 아내, 영화제 여우주연상 수상한 영화배우
- 안석환 : 최준 역 - 민정수석 비서관
- 권병길 : 주현욱 역 - 청와대 주치의부 소속 의사
- 박진영 : 강 박사 역
- 김광인 : 오정훈 역 - 대통령 법무비서관. 김한수를 전폭적으로 신뢰하는 인물

### 청와대 경호실
- 박용수 : 곽석진 역 - 대통령 경호실장. 장성 출신
- 정진무 : 이재현 역 - 대통령 경호실 소속 5년차 경호원
- 이영진 : 지혜연 역 - 대통령 경호실 특채 경호원. 아시안게임 태권도 금메달리스트

### 청와대 부속실
- 최용민 : 이해민 역 - 조리장. 초등학교 졸업 출신
- 윤재량 : 하영구 역 - 요리사. 프랑스 유학파. 세계요리경연대회 은상 수상
- 한영광 : 정석규 역 - 요리사. 프랑스 이민자. 세계요리경연대회 금상 수상
- 전해룡 : 김영규 역 - 요리사

### 경찰 관계자
- 김두용 : 감식반 1 역
- 이상홍 : 부검의 1 역
- 박팔영 : 종로서장 역

### 주간 화제집중
- 오용 : 김호일 역 - 청와대 출입기자. 주간 사건과 화제 편집장 겸 사장
- 김지영 : 최 기자 역
- 민성욱 : 기자 1 역
- 서동갑 : 기자 2 역

### 박규동 경감 사건
- 박광정 : 문인수 역 - 서울지방경찰청 수사과장. 박희영의 직속 상사, 박희영의 아버지 고향 친구
- 이성민 : 하두길 역 - 폭력조직 전직 보스
- 이종구 : 영등포서장 역

## 시청률
| 회차  | 방송일          | 부제 | 시청률(전국) |
| ----- | --------------- | ---- | ------------ |
| 제1회 | 2006년 9월 13일 | 밀실 | 9.4%         |
| 제2회 | 2006년 9월 14일 | 미궁 | 9.6%         |
| 제3회 | 2006년 9월 20일 | 추적 | 6.2%         |
| 제4회 | 2006년 9월 21일 | 상흔 | 7.7%         |